# Makkabi-Feldhandballnationalmannschaft des Völkerbundsmandat für Palästina
Die Makkabi-Feldhandballnationalmannschaft des Völkerbundsmandat für Palästina vertrat den Makkabi bei Länderspielen und internationalen Turnieren.

## Makkabiade
Die Makkabi-Feldhandballnationalmannschaft des Völkerbundsmandat für Palästina gewann bei beiden Austragungen der Makkabiade, in denen Handball gespielt wurde, die Silbermedaille.
| Jahr | Austragungsort                            | Teilnahme bis… | Ergebnis                                            | Medaille       | Bemerkung |
| ---- | ----------------------------------------- | -------------- | --------------------------------------------------- | -------------- | --------- |
| 1932 | Tel Aviv, Völkerbundsmandat für Palästina | Finale         | Deutsches Reich 4:1 Völkerbundsmandat für Palästina | Silbermedaille |           |
| 1935 | Tel Aviv, Völkerbundsmandat für Palästina | Finalrunde     | Völkerbundsmandat für Palästina 2. Punkte           | Silbermedaille |           |